# ورم عصبي صماوي
الأورام العصبية الصماوية هي أورام تنشأ من خلايا الغدد الصماء (الهرمونية) والجهاز العصبي. أكثرها شيوعا يحدث في الأمعاء، حيث غالبا ما يطلق عليها الأورام السرطانية، ولكن توجد أيضا في البنكرياس والرئة وبقية أجزاء الجسم.
على الرغم من وجود العديد من أنواع الأورام العصبية الصماوية، إلا أنها تُعامل كمجموعة من الأنسجة لأن خلايا هذه الأورام تشترك في ميزات مشتركة، مثل المظهر المتشابه، ولديها حبيبات إفرازية خاصة، وغالبًا ما تنتج الأمينات الحيوية وهرمونات البولي ببتيد.

## التصنيف

### منظمة الصحة العالمية
تُصنِف منظمة الصحة العالمية (WHO) الأورام العصبية الصماوية إلى ثلاث فئات رئيسية، التي تؤكد على درجة الورم بدلا من الأصل التشريحي:
- أورام عصبية صماوية متباينة بشكل جيد، وتنقسم كذلك إلى أورام حميدة وأولئك الذين لديهم سلوك غير مؤكد
- سرطانات عصبية صماوية المتمايزة جيدًا (منخفضة الدرجة) مع سلوك خبيث منخفض الدرجة
- أورام عصبية صماوية سرطانية (درجة عالية) غير متمايزة، وهي سرطان الغدد العصبية الصماء والخلايا الصغيرة.

بالإضافة إلى ذلك، تقر خطة منظمة الصحة العالمية أن الأورام مختلطة مع كل من ميزات السرطان العصبي الصماوي والظهاري، مثل سرطان الخلايا الكأسية، وهو ورم نادر في الجهاز الهضمي.
يعتمد وضع ورم معين في إحدى هذه الفئات على السمات النسيجية المحددة جيدًا: كالحجم، وإنتهاك الأوعية اللمفاوية، والتهم الانقسامي، ومؤشر وضع العلامات بروتين Ki-67، وإنتهاك الأعضاء المجاورة، ووجود انبثاث وما إذا كانت تنتج الهرمونات.

### التوزيع التشريحي
تقليديا، تم تصنيف الأورام العصبية الصماوية حسب موقعها التشريحي. يمكن أن تنشأ الشبكات في العديد من مناطق الجسم المختلفة، وغالبًا ما تقع في الأمعاء أو البنكرياس أو الرئتين. توجد أنواع مختلفة من الخلايا التي يمكن أن تؤدي إلى الشبكات في الغدد الصماء، كما يتم توزيعها بشكل منتشر في جميع أنحاء الجسم، وخلايا المعوية الأكثر شيوعًا أو الخلايا المماثلة الشبيهة بالأمعاء المعوية، والتي تكون أكثر شيوعًا نسبيًا في الجهاز الهضمي والرئوي.
تتضمن الشبكات أورامًا معينة في الجهاز الهضمي وخلايا جزيرة البنكرياس، بعض أورام الغدة الصعترية وأورام الرئة، وسرطان النخاع في الخلايا المجاورة للغدة الدرقية. في بعض الأحيان يتم تضمين الأورام التي لها خصائص خلوية مشابهة في الغدة النخامية والغدة الجار درقية والغدة الكظرية أو يتم استبعادها.
ضمن الفئة الواسعة من الأورام العصبية الصماوية، هناك العديد من أنواع الأورام المختلفة: يتم تقديم هذا المخطط لتسهيل استرجاع المعلومات. الأورام العصبية الصماوية غير شائعة في العديد من هذه المناطق، وكثيراً ما تمثل نسبة صغيرة جدًا من الأورام أو السرطانات في هذه المواقع.
- الغدة النخامية: ورم الغدد العصبية الصماء للغدة النخامية الأمامية
- الغدة الدرقية: أورام الغدة الدرقية العصبية، خاصة سرطان النخاع
- أورام الغدة الدرقية
- أورام الغدة الصعترية وسرطان المنصف[9][10]
- أورام الغدد العصبية الرئوية الصماء[11][12]
  - القصبات الهوائية
  - الأورام السرطانية: سرطاني نموذجي (درجة منخفضة)؛ سرطاني غير نمطي (درجة متوسطة)
  - سرطان الرئة صغير الخلايا
  - السرطان العصبي الصماوي ذو الخلايا الكبيرة في الرئة[13]
- سرطان الخلايا الصغيرة خارج الرئة
- الأورام الصماوية المعدي المعوي البنكرياس.[14][15]
  - أورام غدد الجزء الأمامي للقناة الهضمية المعدي المعوي الصماوي (يمكن للأورام الأمامية أن تشمل، من الناحية المفاهيمية، ليس فقط شبكات المعدة والأثني عشر القريبة، ولكن أيضًا البنكرياس وحتى الغدة الصعترية والرئة والقصبات)
    - أورام البنكرياس الصماوية (إذا تم النظر فيها بشكل منفصل عن أورام الجزء الأمامي للقناة الهضمية للغدد الصماء المعدي المعوي البنكرياس[16]

  - الأورام الصماوي للجزء الأوسط من القناة الهضمية المعدي المعوي (من النصف البعيد من الجزء الثاني من العفج إلى الثلثين القريبين من القولون المستعرض)
    - الزائدة الدودية،[17] بما في ذلك شبكات متباينة بشكل جيد (حميدة)؛ شبكات متباينة بشكل جيد (إمكانات خبيثة غير مؤكدة)؛ السرطانات العصبية الصماوية متباينة بشكل جيد (مع إمكانات خبيثة منخفضة)؛ سرطان عصبي صماوي مختلط (سرطان الخلايا الكأسية، ويسمى أيضًا الخلايا الغدية وسرطانية غدية مخاطية)

  - الأورام الصماوية المعدية المعوي خلفي[18][19]
- الكبد[20][21][22] والمرارة[23]
- أورام الغدة الكظرية، وخاصة أورام الغدة الكظرية
- ورم القواتم
- أورام الجهاز العصبي المحيطي، مثل:
  - شفاني
  - ورم جهازي
  - ورم أرومي عصبي
- الثدي[24]
- الجهاز البولي التناسلي
  - ورم المسالك البولية والسرطان العصبي الصماوي وسرطان الغدد الصماء[25][26]
  - المبيض
  - ورم عصبي صماوي في عنق الرحم[27]
  - ورم البروستاتا مع تمايز الغدد الصم العصبية[28][29]
  - الخصيتين
- سرطان خلايا ميركل في الجلد (سرطان التربيق)
- عدة شروط موروثة:[30]
  - أورام الغدد الصماء المتعددة النوع 1
  - أورام الغدد الصماء المتعددة النوع 2
  - مرض فون هيبل لينداو
  - الورم الليفي العصبي من النوع الأول[31][32]
  - التصلب الدرني[33]
  - مجمع كارني[34][35]

### الانطلاق
لا يوجد حاليًا نظام مرحلي واحد لجميع الأورام العصبية الصماوية. عادة ما يكون للآفات المتمايزة بشكل جيد نظامها التدريجي الخاص بها استنادًا إلى الموقع التشريحي، في حين يتم تقديم الآفات المتمايزة والمختلطة بشكل سيئ كأورام سرطانية في ذلك الموقع. على سبيل المثال، يتم تنظيم سرطان المعدة والغدد الصماء المعدي المختلط كسرطان أساسي للمعدة.

## العلامات والأعراض

### الأورام الصماوية المعدية المعوية
من الناحية النظرية، هناك نوعان رئيسيان من الشبكة ضمن هذه الفئة: تلك التي تنشأ من الجهاز الهضمي وتلك التي تنشأ من البنكرياس. في الاستخدام، غالبًا ما يتم تطبيق مصطلح «كارسينويد» على كليهما، على الرغم من أنه يتم تطبيقه في بعض الأحيان بشكل مقيد على شبكات من منشأ الجهاز الهضمي (كما هو الحال هنا)، أو كبديل لتلك الأورام التي تفرز هرمونات وظيفية أو عديد الببتيدات المرتبطة بالأعراض السريرية.  

#### أورام سرطانية
غالبًا ما تؤثر الكارسينويد على الأمعاء الدقيقة، وخاصة الدقاق، وهي أكثر الأورام الخبيثة شيوعًا في الزائدة الدودية. العديد من السرطانات لا تظهر أعراضها ولا يتم اكتشافها إلا بعد الجراحة لأسباب غير ذات صلة. هذه السرطانات المصادفة شائعة؛ وجدت إحدى الدراسات أن شخصًا واحدًا من كل عشرة لديه. لا تسبب العديد من الأورام أعراضًا حتى عندما تكون منتشرة. يمكن للأورام الأخرى حتى لو كانت صغيرة جدًا أن تنتج تأثيرات ضارة عن طريق إفراز الهرمونات.
تفرز 10 في المائة (10٪) أو أقل من السرطانات، بعض سرطانات الأمعاء الدقيقة في المقام الأول، مستويات مفرطة من مجموعة من الهرمونات، وأبرزها السيروتونين (اتش بي_5) أو المادة ص، مما تسبب في مجموعة من الأعراض تسمى متلازمة الكارسينويد:
- تورد
- إسهال
- الربو أو الصفير
- قصور القلب الاحتقاني
- التشنج في البطن
- وذمة محيطية
- خفقان القلب